# Roost Records

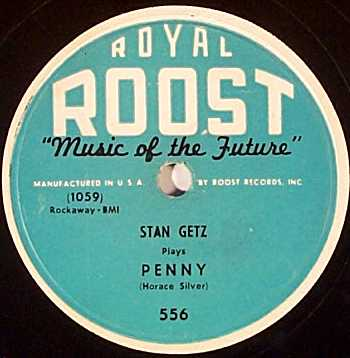
Stan Getz Roost Records 78er Shellack „Penny“

Roost Records ist ein US-amerikanisches Jazz-Musiklabel.

## Geschichte des Plattenlabels
Das Schallplattenlabel Roost Records (bekannt auch unter dem Namen Royal Roost Records) wurde im Jahr 1949 in erster Linie als Jazzlabel gegründet. Der Name bezieht sich auf den New Yorker Club The Royal Roost, in dem viele bekannte Jazzgrößen dieser Zeit, wie Charlie Parker aufgetreten waren. Der bekannteste Musiker auf dem Roost-Label war der Saxophonist Stan Getz, der zu Beginn seiner Karriere in den frühen 1950er-Jahren, zum Teil mit dem Gitarristen Johnny Smith die legendären Roost Recordings einspielte. Auf dem Label erschienen auch Charlie Parkers Liveaufnahmen von 1953 aus dem Bostoner Club Storyville und Aufnahmen von Dizzy Gillespie. Weitere Musiker, die auf Roost Records Schallplatten aufnahmen, waren Johnny Hartman, Gene Quill, Sonny Stitt, Eddie Bonnemere, Seldon Powell, Johnny Smith, Tony Aless, Art Tatum, Ruth Price, Billy Taylor, Bud Powell, Shirley Scott, Terry Gibbs, Buddy Rich/Louie Bellson.
1968 wurde das Label von Morris Levy übernommen und in Roulette Records eingegliedert.